# Кассуле
Кассуле́ (фр. cassoulet) — блюдо французской кухни, представляет собой нечто среднее между стью и запеканкой. Традиционно готовится в специальном горшочке — касалетке. Популярно на юге Франции, в области Лангедок.

## Описание
Кассуле — это густая фасолевая похлёбка с зеленью и мясом. В зависимости от региона, готовится из свинины, гуся, утки, баранины и тулузских колбасок.
Аналогом кассуле в португалоязычных странах является фейжоада, а в испанской кухне фабада.

## История
История происхождения блюда доподлинно неизвестна. Упоминается оно со времён Столетней войны. Им питались защитники осаждённого Кастельнодари. 
Кассуле считалось блюдом крестьян, так как оно готовилось из простых ингредиентов и было очень сытным. В настоящее время кассуле занимает достойное место в меню самых изысканных ресторанов.